# Samuel Rehn
Samuel Rehn, född 1 september 1972, död 23 januari 2019 (självmord) i Möklinta i Västmanlands län, var en svensk travtränare och travkusk, aktiv vid Romme travbana. 

## Karriär
En av de största segrarna i karriären tog Rehn i 2003 års upplaga av Fyraåringsstjärnan, tillsammans med Good Grief.
Rehn tränade även hästen Sauron Pil i början av dennes karriär, och tillsammans tog de fem segrar på fem starter. Sauron Pil såldes senare till Kristian Huselius.
Rehn led av psykisk ohälsa, och på kvällen den 23 januari 2019 tog han sitt eget liv, efter att först ha skjutit ihjäl sina två barn.